# Àkhila II
Àkhila II, també Àquila II, (710-713) fou rei visigot.
El rei visigot Àkhila II dit també Àquila II era fill, o si més no, parent directe del seu predecessor Vítiza. Va ser proclamat enfront de Roderic el 710. Àkhila II hagué d'enfrontar-se a la revolta del duc de la Bètica, Roderic, que s'apoderà de Toledo i fou reconegut a Lusitània i la Bètica. Àkhila II hagué de fugir cap a les contrades mediterrànies del regne on, a la Septimània i a les àrees marítimes de la Tarraconense i la Cartaginense, va actuar-hi plenament com a sobirà, tal com ho demostren les monedes encunyades a nom seu a Narbona, Girona i Tarragona.
En aquesta situació, com que potser alguns nobles de la facció vitizana –els partidaris d'Àkhila II– sol·licitaren ajut als àrabs per combatre Roderic, el cabdill àrab Mussa ibn Nussayr envià cap a la Península un exèrcit dirigit pel seu lloctinent Tàriq ibn Ziyad. Aleshores, Roderic, deixant la lluita contra els pobles bascos i contra el seu rival, baixà a la Bètica, on fou vençut i mort pels àrabs a la batalla de Guadalete (711). Després de la victòria, Tàriq es traslladà a Toledo i s'apoderà dels territoris que havia controlat Roderic.
Un any més tard, el 712, Mussa desembarcà de nou a Hispània, aquesta vegada, però, amb el propòsit no ja d'intervenir en les lluites civils dels visigots, sinó de conquerir el territori. Així, sotmeté les ciutats que se li mostraren rebels –Sevilla (712) i Mèrida (713)– i es dirigí cap a les regions mediterrànies, on proposà a Àkhila II de renunciar al regne a canvi de reconèixer-li la propietat sobre els seus béns patrimonials, situats possiblement a la Bètica. Aquest s'avingué al tracte i, abandonant els seus partidaris, es traslladà a Toledo, on l'exrei hi esdevingué cap de la comunitat cristiana i el califa li va concedir el títol de comte i li va retornar els béns que Roderic li havia confiscat, que eren unes tres mil hisendes. Va renunciar a la corona junt amb els seus tres fills, Olmund, Ardabast i Àkhila, de ben segur el 714.
Per la seva banda, però, certes faccions de l'aristocràcia de la Tarraconense i la Septimània no acceptaren la capitulació; per tal de resistir l'atac àrab, proclamaren rei un noble de nom Ardó.